# Liste von Schiffen der Kriegsmarine mit der Bezeichnung „Schiff“
Bei den Schiffen der Kriegsmarine mit der Bezeichnung Schiff handelte es sich um zivile Schiffe, die von der Kriegsmarine requiriert wurden, und die als so genannte Sonderschiffe als Schiffskennung die Bezeichnung „Schiff“ und eine Nummer erhielten. Teilweise wurden die Nummern doppelt vergeben. Oft zusätzlich auch mit Namen versehen, wurden diese Schiffe umgebaut und für militärische Zwecke eingesetzt.
- Schiff 1 = ex schwedischer Frachter Jupiter[1], 1939/40 eingesetzt bei der 6. Vorpostengruppe[2], ab 1940 Wohnschiff (Hulk) in Hamburg[3]
- Schiff 2 = ?
- Schiff 3 = ?
- Schiff 4 = deutscher Frachter Wandrahm, 1939/40 eingesetzt bei der 5. Vorpostengruppe[4], ab Juli 1940 V 1801, später Begleitschiff V 6114 / Eismeer der 61. Vorpostenflottille (Tromsø)[5]
- Schiff 5 = [6]
- Schiff 5 = ex britischer Frachter Glengarry, 1943 vorgesehen als Handelsstörkreuzer Hansa, später eingesetzt als Kadettenschulschiff
- Schiff 6 = [6]
- Schiff 6 = ex griechischer Motorsegler MYTILENE 63, ab August 1942 bei der 21. U-Bootsjagdflottille in der Ägäis[7]
- Schiff 7 = Frachter Möwe, 1939 vorgesehen als U-Boot-Falle bei der 6. Vorpostengruppe, später als Führerschiff eingesetzt[8]
- Schiff 7 = Fischdampfer Wega, ab Juli 1940 eingesetzt bei der 18. Vorpostengruppe[9]
- Schiff 8 = Frachter Birka, 1939/40 eingesetzt bei der 5. Vorpostengruppe[10], später umgerüstet zum Lazarettschiff[11]
- Schiff 8 = ex griechischer Motorsegler, ab 1942 bei der 21. U-Bootsjagdflottille in der Ägäis[7]
- Schiff 9 = Fischdampfer Koblenz, 1940 eingesetzt bei der 16. Vorpostengruppe[12], am 10. April 1940 auf einer Mine vor Bergen gesunken[13]
- Schiff 10 = deutscher Frachter Santa Cruz, 1940 umgebaut zum Handelsstörkreuzer (HSK 4) Thor; gesunken am 30. November 1942 in Yokohama bei Explosion der Uckermark.
- Schiff 11 = ex estnischer Frachter Hanonia, Februar bis März 1940 im Einsatz als Minenschiff. Im Juni 1940 wurde die Hanonia als Schiff 111 zum Minenlagerschiff in Bergen
- Schiff 11 = deutscher Frachter Ulm, ab 31. März 1940 eingesetzt als Minenleger; am 25. August 1942 im Gefecht mit britischen Zerstörern (selbst)versenkt.
- Schiff 12 = Dampfer Dr. Heinrich Wiegand, 1939 vorgesehen als U-Boot-Falle TSK 6[14], Umbau eingestellt, ab August 1940 eingesetzt im Transportdienst Norwegen.
- Schiff 13 = Fischdampfer Saturn (Mobilmachungs-Fischdampfer 1), ab 27. Oktober 1940 umgerüstet zur U-Boot-Falle[15]; ab Juni 1943 im Küstenschutz- und Vorpostendienst vor Norwegen.
- Schiff 14 = deutscher Frachter Togo, 1940 Einsatz als Minenschiff, 1942 Einsatz als Handelsstörkreuzer (HSK 10) Coronel[16], ab März 1943 Umbau zum Sperrbrecher und ab Oktober 1943 weiterer Umbau zum Nachtjagdleitschiff Togo.
- Schiff 15 = Frachter Neuss, 1939/40 eingesetzt bei der 5. Vorpostengruppe[17], ab 25. April 1940 eingesetzt als Torpedoschießstandschiff[18]
- Schiff 16 = deutscher Frachter Goldenfels, 1939 umgebaut zum Handelsstörkreuzer (HSK 2) Atlantis; am 22. November 1941 selbstversenkt vor britischem Kreuzer Devonshire.
- Schiff 17 = Frachter Alster, 1939 vorgesehen als U-Boot-Falle TSK 1, kein Einsatz; ab 18. März 1940 verwendet im Transportdienst Norwegen[19]
- Schiff 18 = Fischdampfer Alteland, 1940 eingesetzt bei der 16. Vorpostengruppe[20] zur Unterstützung der vorrückenden deutschen Truppen im Sørfjord bis Vaksdal.
- Schiff 19 = [6]
- Schiff 19 = bulgarischer Frachter Rila, 1942 eingesetzt als U-Bootsjäger im Schwarzen Meer[21].
- Schiff 20 = deutscher Frachter Nerissa, 1939/40 eingesetzt bei der 5. Vorpostengruppe[4]; ab 30. Mai 1940 kurzzeitig Erprobungsschiff der Luftwaffe und ab Dezember 1940 wieder im Handelsdienst[14].
- Schiff 21 = deutscher Frachter Neumark, 1939 umgebaut zum Handelsstörkreuzer (HSK 3) Widder; nach HSK-Einsatz umgebaut und ab 14. November 1940 als Werkstattschiff eingesetzt.
- Schiff 22 = ?
- Schiff 23 = deutscher Frachter Cairo, 1939 umgebaut zum Handelsstörkreuzer (HSK 6) Stier; am 27. September 1942 (selbst)versenkt im Gefecht mit US Liberty-Frachter Stephen Hopkins.
- Schiff 24 = Fischdampfer Mars (Mobilmachungs-Fischdampfer 2), Ende 1940 umgerüstet zur U-Boot-Falle[22]; ab Juni 1943 im Küstenschutz- und Vorpostendienst vor Norwegen.
- Schiff 25 = [23]
- Schiff 26 = Fischdampfer Julius Pickenpack, eingesetzt 1940 bei der 18. Vorpostengruppe[9]; am 26. April 1940 durch brit. Zerstörer HMS Griffin gekapert und nach Scapa Flow eingebracht[24].
- Schiff 27 = deutscher Frachter Messina, 1939 vorgesehen als U-Boot-Falle TSK 3, kein Umbau; ab 1. Mai 1940 eingesetzt als U-Boot-Begleitschiff[14]
- Schiff 28 = ex polnischer Frachter Bielsko, 1940 vorgesehen als Lazarettschiff Bonn[21], 1941 umgebaut zum Handelsstörkreuzer (HSK 9) Michel
- Schiff 29 = ex schwedischer Frachter Tuskur (1163 BRT), 1944 eingesetzt als U-Boot-Falle Lola in der Ägäis[25]
- Schiff 30 = ?
- Schiff 31 = Fischdampfer Jupiter (Mobilmachungs-Fischdampfer 3), Ende 1940 umgerüstet zur U-Boot-Falle[22]
- Schiff 32 = ?
- Schiff 33 = deutscher Frachter Kandelfels, 1940 umgebaut zum Handelsstörkreuzer (HSK 5) Pinguin
- Schiff 34 = ?
- Schiff 35 = Frachter Oldenburg, 1939/40 eingesetzt bei der 6. Vorpostengruppe als U-Boot-Falle TSK 5, am 14. April 1940 von britischem Unterseeboot versenkt[13]
- Schiff 36 = deutscher Frachter Kurmark, 1939 umgebaut zum Handelsstörkreuzer (HSK 1) Orion, nach HSK-Einsatz verwendet als Artillerieschulschiff Hektor
- Schiff 37 = Fischdampfer Schleswig, 1940 eingesetzt bei der 16. Vorpostengruppe[12] zur U-Boot-Jagd; versenkt am 26. April 1940 von britischen Kriegsschiffen vorm Romsdalsfjord (Norwegen)[24].
- Schiff 38 = ?
- Schiff 39 = ?
- Schiff 40 = Dampfer Schürbek, 1939/40 eingesetzt bei der 6. Vorpostengruppe als U-Boot-Falle TSK 2, später umgerüstet zum Sperrbrecher[13]
- Schiff 41 = deutscher Frachter Steiermark, 1940 umgebaut zum Handelsstörkreuzer (HSK 8) Kormoran
- Schiff 42 = ?
- Schiff 43 = deutscher Frachter Capri, 1939 vorgesehen als U-Boot-Falle TSK 4, später eingesetzt als Versuchsschiff[26]
- Schiff 44 = ex griechischer Motorsegler, ab 1942 bei der 21. U-Bootsjagdflottille in der Ägäis[7]
- Schiff 45 = deutscher Frachter Ems, 1940 umgebaut zum Handelsstörkreuzer (HSK 7) Komet
- Schiff 46 = ?
- Schiff 47 = Fischdampfer Wilhelm Huth, eingesetzt 1940 bei der 18. Vorpostengruppe[9]
- Schiff 48 = ?
- Schiff 49 = ex niederländischer Frachter Amerskerk, 1943 umgebaut zum Handelsstörkreuzer 12, aber in dieser Funktion nicht eingesetzt.
- Schiff 50 = ex französische Kanalfähre Rouen, 1941 eingesetzt als Minenschiff Wullenwever.
- Schiff 50 = ex griechischer Motorsegler SAMOS 13, ab August 1942 bei der 21. U-Bootsjagdflottille in der Ägäis[7]
- Schiff 51 = ex jugoslawisches Kriegsschiff Zmaj, 1942 eingesetzt als Minenschiff und Hubschrauber-Erprobungsschiff Drache in der Ägäis.
- Schiff 52 = ex britische Kanalfähre Newhaven, 1940 geplant als Minenschiff Skorpion, eingesetzt als V 1601 und als Führer- und Wohnschiff von Vorpostenflottillen
- Schiff 53 = ex britischer Frachter Speybank[27], 1942 eingesetzt als Minenschiff und Blockadebrecher Doggerbank
- Schiff 57 = deutscher Frachter Neumark, 1939 umgebaut zum Handelsstörkreuzer (HSK 3) Schiff 21; vom 7. Mai bis 3. Juli 1940 vorübergehend und aus ungeklärtem Grund umbenannt in Schiff 57[28].
- Schiff 111 = ex schwedischer Frachter Britt, 1940 Verwendung als Minenlager bei der Hafenschutzflottille Bergen in Norwegen[29], doch bereits ab Mai 1940 Einsatz als Kohlenschiff Leba bei der Kriegsmarinewerft Wilhelmshaven[30]
- Schiff 111 = ex estnischer Frachter Hanonia. Nach Außerdienststellung als Minenleger Schiff 11 im Juni 1940 wurde die schwer angeschlagene Hanonia als Minenlager in Bergen aufgebraucht[31].
- Schiff 171 = deutscher Frachter Dresden, ab 1941 Etappenversorger für Hilfskreuzer Atlantis und Blockadebrecher Doggerbank[32]
- Schiff 221 = ex norwegisches Walfangboot Veslegut (H-181-H), am 17. April 1940 in Dienst gestellt und beim Vormarsch ins Seegebiet südlich von Bergen, in den Hardangerfjord und gegen die norwegischen Stützpunkte Uskedal und Ulvik eingesetzt[33]. Ab 12. Mai 1941 Einsatz im Küstenschutz- und Vorpostendienst vor Norwegen.